# Luis IV del Palatinado
Luis IV del Palatinado (Heidelberg, 1 de enero de 1424 - Worms, 13 de agosto de 1449) fue conde y príncipe elector del Palatinado de 1436 a 1449.

## Vida
Sus padres eran Luis III del Palatinado (1378-1436) y la princesa Matilde de Saboya (1390-1438). Al morir su padre en 1436, se hizo cargo de él su tío, el conde Otón I del Palatinado-Mosbach, gobernó bajo su tutela hasta que fue declarado mayor de edad en 1442. En 1444 repelió como capitán imperial los ataques de los armañaques. Cuando murió en 1449 a los 25 años en Worms, fue sucedido por su hermano Federico como tutor de su único hijo Felipe y luego por éste. Luis está enterrado en la Iglesia del Espíritu Santo de Heidelberg. 

### Matrimonio e hijo
En 1445 se casó con Margarita de Saboya, hija del duque Amadeo VIII de Saboya y viuda del rey Luis III de Nápoles. Con ella tuvo su único hijo, Felipe (14 de julio de 1448 - 28 de febrero de 1508). 